# Angol uralkodók házastársainak listája
Ez a cikk az angol uralkodók házastársainak listája. Mivel számos vita van arról, hogy ki tekinthető az első angol királynak, ez a lista I. „Hódító” Vilmostól veszi azok házastársainak névsorát.

## Anglia királynéja (1166–1603)

### Normandiai-ház
- Flandriai Matilda (1066–1083), I. Vilmos felesége
- Skóciai Matilda (1100–1118), I. Henrik első felesége
- Löweni Adelhaid (1121–1135), I. Henrik második felesége
- Anjou Gottfried (1141), Angliai Matilda férje

### Blois-i-ház
- Boulogne-i Matilda (1135–1136), István felesége

### Plantagenêt-ház
| Címere | Uralkodói név                         | Felmenője                                                    | Születése         | Házasságkötése      | Uralkodói hitvessé válása | Uralkodói hitvesi terminusa vége                                                                                                  | Halála                                   | Házastársa    | Forr.  |
| ------ | ------------------------------------- | ------------------------------------------------------------ | ----------------- | ------------------- | --- | --- | ---------------------------------------- | ------------- | ------ |
|        | Aquitániai Eleonóra királyné          | X. Vilmos aquitániai herceg (Ramnulfidenek)                  | 1122 körül        | 1152. május 18.     | 1154. december 19. hitvese trónra lépte                                                                                           | 1189. július 6. hitvese halála | 1204. április 1. (81 éves kora körül)    | II. Henrik    | [ 1 ]  |
|        | Franciaországi Margit ifjabb királyné | VII. Lajos francia király (Capetingek)                       | 1157 körül        | 1172. augusztus 27  | Ifjabb királynévá koronázták, ám mivel hitvese még az előtt elhunyt, hogy uralkodóvá vált volna, így Margitból nem lett királyné. | Ifjabb királynévá koronázták, ám mivel hitvese még az előtt elhunyt, hogy uralkodóvá vált volna, így Margitból nem lett királyné. | 1197. szeptember 1. (40 éves kora körül) | Ifjabb Henrik | [ 2 ]  |
|        | Navarrai Berengária királyné          | VI. Sancho navarrai király (Jimenóiak)                       | 1167 körül        | 1191. május 12.     | 1191. május 12. | 1199. április 6. hitvese halála                                                                                                   | 1230. december 23. (62 éves kora körül)  | I. Richárd    | [ 3 ]  |
|        | Angoulême-i Izabella királyné         | Aymar, Angoulême grófja (Tailleferiek)                       | 1187 körül        | 1200. augusztus 24. | 1200. augusztus 24. | 1216. október 19. hitvese halála                                                                                                  | 1246. május 31. (58 éves kora körül)     | János         | [ 4 ]  |
|        | Provence-i Eleonóra királyné          | IV. Rajmund Berengár provence-i gróf (Barcelonaiak)          | 1223 körül        | 1236. január 14.    | 1236. január 14. | 1272. november 16. hitvese halála                                                                                                 | 1291. június 26. (68 éves kora körül)    | III. Henrik   | [ 5 ]  |
|        | Kasztíliai Eleonóra királyné          | III. Ferdinánd kasztíliai király (Burgund–Ivreaiak)          | 1241 körül        | 1254. november 1.   | 1272. november 20. hitvese trónra lépte                                                                                           | 1290. november 28. (49 éves kora körül)                                                                                           | 1290. november 28. (49 éves kora körül)  | I. Eduárd     | [ 6 ]  |
|        | Franciaországi Margit királyné        | III. Fülöp francia király (Capetingek)                       | 1279 körül        | 1299. szeptember 8. | 1299. szeptember 8. | 1307. július 7. hitvese halála | 1317. február 14. (39 éves kora körül)   | I. Eduárd     | [ 7 ]  |
|        | Franciaországi Izabella királyné      | IV. Fülöp francia király (Capetingek)                        | 1295 körül        | 1308. január 25.    | 1308. január 25. | 1327. január 20. hitvese halála                                                                                                   | 1358. augusztus 22. (63 éves kora körül) | II. Eduárd    | [ 8 ]  |
|        | Hainaut-i Filippa királyné            | I. Vilmos hainaut-i gróf (Avesnesék)                         | 1314. június 24.  | 1328. január 24.    | 1328. január 24. | 1328. január 24. (55 évesen) | 1328. január 24. (55 évesen)             | III. Eduárd   | [ 9 ]  |
|        | Csehországi Anna királyné             | IV. Károly német-római császár és cseh király (Luxemburgiak) | 1366. május 11.   | 1382. január 20.    | 1382. január 20. | 1394. június 7. (28 évesen) | 1394. június 7. (28 évesen)              | II. Richárd   | [ 10 ] |
|        | Franciaországi Izabella királyné      | VI. Károly francia király (Valois-ak)                        | 1389. november 9. | 1396. október 31.   | 1396. október 31. | 1399. szeptember 30. hitvese lemondása                                                                                            | 1409. szeptember 13. (19 évesen)         | II. Richárd   | [ 11 ] |

### Lancaster-ház
| Címere | Uralkodói név                     | Felmenője                                       | Születése         | Házasságkötése    | Uralkodói hitvessé válása | Uralkodói hitvesi terminusa vége                                                                                                | Halála                                | Házastársa | Forr.  |
| ------ | --------------------------------- | ----------------------------------------------- | ----------------- | ----------------- | --- | --- | ------------------------------------- | ---------- | ------ |
|        | Mary de Bohun northamptoni grófné | Humphrey de Bohun, Hereford 7. grófja (Bohunok) | 1369 körül        | 1380. július 27.  | Mivel még hitvese trónra lépte előtt elhunyt, így nem lett belőle királyné. Házassága révén Northampton és Derby grófnéja volt. | Mivel még hitvese trónra lépte előtt elhunyt, így nem lett belőle királyné. Házassága révén Northampton és Derby grófnéja volt. | 1394. július 4. (25 éves kora körül)  | IV. Henrik | [ 12 ] |
|        | Navarrai Johanna királyné         | II. Károly navarrai király (Évreuxok)           | 1370 körül        | 1403. február 7.  | 1403. február 7. | 1413. március 20. hitvese halála                                                                                                | 1437. június 10. (66 éves kora körül) | IV. Henrik | [ 13 ] |
|        | Franciaországi Katalin királyné   | VI. Károly francia király (Valois-ak)           | 1401. október 27. | 1420. június 2.   | 1420. június 2. | 1422. augusztus 31. hitvese halála                                                                                              | 1437. január 3. (35 évesen)           | V. Henrik  | [ 14 ] |
|        | Anjou Margit királyné             | I. Renátusz nápolyi király (Capeting–Anjouk)    | 1430. március 23. | 1445. április 22. | 1445. április 22. | 1471. május 21. hitvese halála                                                                                                  | 1482. augusztus 25. (52 évesen)       | VI. Henrik | [ 15 ] |

### York-ház
| Portré | Uralkodói név                | Felmenője                                        | Születése        | Házasságkötése   | Uralkodói hitvessé válása             | Uralkodói hitvesi terminusa vége | Halála                               | Házastársa   | Forr.  |
| ------ | ---------------------------- | ------------------------------------------------ | ---------------- | ---------------- | ------------------------------------- | -------------------------------- | ------------------------------------ | ------------ | ------ |
|        | Elizabeth Woodville királyné | Richard Woodville, Rivers 1. grófja (Woodvillék) | 1437 körül       | 1464. május 1.   | 1464. május 1.                        | 1483. április 9. hitvese halála  | 1492. június 8. (55 éves kora körül) | IV. Eduárd   | [ 16 ] |
|        | Anne Neville királyné        | Richard Neville, Warwick 16. grófja (Nevillék)   | 1456. június 11. | 1472. július 12. | 1483. június 26. hitvese trónra lépte | 1485. március 16. (28 évesen)    | 1485. március 16. (28 évesen)        | III. Richárd | [ 17 ] |

### Tudor-ház
| Portré | Uralkodói név                      | Felmenője                                                    | Születése            | Házasságkötése   | Uralkodói hitvessé válása | Uralkodói hitvesi terminusa vége       | Halála                                 | Házastársa   | Forr.  |
| ------ | ---------------------------------- | ------------------------------------------------------------ | -------------------- | ---------------- | ------------------------- | -------------------------------------- | -------------------------------------- | ------------ | ------ |
|        | Yorki Erzsébet királyné            | IV. Eduárd angol király (Yorkiak)                            | 1466. február 11.    | 1486. január 18. | 1486. január 18.          | 1503. február 11. (37 évesen)          | 1503. február 11. (37 évesen)          | VII. Henrik  | [ 18 ] |
|        | Aragóniai Katalin királyné         | II. Ferdinánd aragóniai király (Trastámarák)                 | 1485. december 16.   | 1509. június 11. | 1509. június 11.          | 1533. május 23. válása                 | 1536. január 7. (50 évesen)            | VIII. Henrik | [ 19 ] |
|        | Boleyn Anna királyné               | Thomas Boleyn (Boleynek)                                     | 1501 körül           | 1533. május 28.  | 1533. május 28.           | 1536. május 17. válása                 | 1536. május 19. (35 éves kora körül)   | VIII. Henrik | [ 20 ] |
|        | Jane Seymour királyné              | Sir John Seymour (Seymourok)                                 | 1508 körül           | 1536. május 30.  | 1536. május 30.           | 1537. október 24. (28 éves kora körül) | 1537. október 24. (28 éves kora körül) | VIII. Henrik | [ 21 ] |
|        | Klevei Anna királyné               | III. János jülich–klevei– bergi herceg (La Markok)           | 1515. szeptember 22. | 1540. január 6.  | 1540. január 6.           | 1540. július 12. érvénytelenítés       | 1557. július 16. (41 évesen)           | VIII. Henrik | [ 22 ] |
|        | Catherine Howard királyné          | Lord Edmund Howard (Howardok)                                | 1523 körül           | 1540. július 28. | 1540. július 28.          | 1542. február 13. (18 éves kora körül) | 1542. február 13. (18 éves kora körül) | VIII. Henrik | [ 23 ] |
|        | Catherine Parr királyné            | Sir Thomas Parr (Parrok)                                     | 1512 augusztus       | 1543. július 12. | 1543. július 12.          | 1547. január 28. hitvese halála        | 1548. szeptember 5. (36 évesen)        | VIII. Henrik | [ 24 ] |
|        | Ausztriai Fülöp jure uxoris király | V. Károly német-római császár és spanyol király (Habsburgok) | 1527. május 21.      | 1554. július 25. | 1554. július 25.          | 1558. november 17. hitvese halála      | 1598. szeptember 13. (71 évesen)       | I. Mária     | [ 25 ] |

## Anglia, Skócia és Írország királynéja (1603–1707)

### Stuart-ház
| Portré | Uralkodói név                            | Felmenője                              | Születése          | Házasságkötése      | Uralkodói hitvessé válása                                                                                               | Uralkodói hitvesi terminusa vége                                                                                        | Halála                           | Házastársa | Forr.  |
| ------ | ---------------------------------------- | -------------------------------------- | ------------------ | ------------------- | --- | --- | -------------------------------- | ---------- | ------ |
|        | Dániai Anna királyné                     | II. Frigyes dán király (Oldenburgiak)  | 1574. december 12. | 1589. november 23.  | 1603. március 24. hitvese trónra lépte                                                                                  | 1619. március 2. hitvese halála                                                                                         | 1619. március 2. (44 évesen)     | I. Jakab   | [ 26 ] |
|        | Franciaországi Henrietta Mária királyné  | IV. Henrik francia király (Bourbonok)  | 1609. november 25. | 1625. június 13.    | 1625. június 13. | 1649. január 30. hitvese lemondása                                                                                      | 1669. szeptember 10. (59 évesen) | I. Károly  | [ 27 ] |
|        | Portugáliai Katalin királyné             | IV. János portugál király (Bragançák)  | 1638. november 25. | 1662. május 21.     | 1662. május 21. | 1685. február 6. hitvese halála                                                                                         | 1705. november 30. (67 évesen)   | II. Károly | [ 28 ] |
|        | Lady Anne Hyde Albany és York hercegnéje | Sir Edward Hyde (Hydeok)               | 1638. március 22.  | 1660. szeptember 3. | Mivel még hitvese uralkodóvá válása előtt elhunyt, így nem lett belőle királyné. Rangja Albany és York hercegnéje volt. | Mivel még hitvese uralkodóvá válása előtt elhunyt, így nem lett belőle királyné. Rangja Albany és York hercegnéje volt. | 1671. március 31. (33 évesen)    | II. Jakab  | [ 29 ] |
|        | Modenai Mária királyné                   | IV. Alfonz modenai herceg (Esteiek)    | 1658. október 5.   | 1673. november 21.  | 1685. február 6. hitvese trónra lépte                                                                                   | 1688. december 11. hitvese halála                                                                                       | 1718. május 7. (59 évesen)       | II. Jakab  | [ 30 ] |
|        | Dániai György a királynő férje           | III. Frigyes dán király (Oldenburgiak) | 1653. április 2.   | 1683. július 28.    | 1702. március 8. hitvese trónra lépte                                                                                   | 1707. május 1. titulus megváltozása                                                                                     | 1708. október 28. (55 évesen)    | Anna       | [ 31 ] |

## Forrás
1. ↑  Eleanor d'Aquitaine, Queen Consort Of England (angol nyelven) (html). Geni.com
2. ↑  Marguerite de France, reine consort de Hongrie (angol nyelven) (html). Geni.com
3. ↑  Berengaria of Navarre, Queen consort of England (angol nyelven) (html). Geni.com
4. ↑  Isabelle of Angoulême, Queen Consort of England (angol nyelven) (html). Geni.com
5. ↑  Éléonore Berenger (de Provence), Reine Consort d'Angleterre (angol nyelven) (html). Geni.com
6. ↑  Eleanor of Castile and León, Queen consort of England (angol nyelven) (html). Geni.com
7. ↑  Marguerite de France, reine consort d'Angleterre (angol nyelven) (html). Geni.com
8. ↑  Isabella of France, Queen consort of England (angol nyelven) (html). Geni.com
9. ↑  Philippa de Hainault, Queen consort of England (angol nyelven) (html). Geni.com
10. ↑  Anne of Bohemia, Queen consort of England (angol nyelven) (html). Geni.com
11. ↑  Isabella de Valois, of France, Queen consort of England (angol nyelven) (html). Geni.com
12. ↑  Mary de Bohun, Countess of Derby (angol nyelven) (html). Geni.com
13. ↑  Joan of Navarre, Queen of England (angol nyelven) (html). Geni.com
14. ↑  Catherine de Valois, Queen consort of England (angol nyelven) (html). Geni.com
15. ↑  Marguerite d'Anjou, Queen consort of England and France (angol nyelven) (html). Geni.com
16. ↑  Elizabeth Woodville, Queen Consort of England (angol nyelven) (html). Geni.com
17. ↑  Anne Neville, Queen consort of England (angol nyelven) (html). Geni.com
18. ↑  Elizabeth of York, Queen consort of England (angol nyelven) (html). Geni.com
19. ↑  Catherine of Castile and Aragon, Queen consort of England (angol nyelven) (html). Geni.com
20. ↑  Anne Boleyn (angol nyelven) (html). Geni.com
21. ↑  Jane Seymour, Queen consort of England (angol nyelven) (html). Geni.com
22. ↑  Anne of Cleves, Queen consort of England (angol nyelven) (html). Geni.com
23. ↑  Catherine Howard, Queen consort of England (5th wife of King Henry VIII) (angol nyelven) (html). Geni.com
24. ↑  Catherine Parr, Queen consort of England and Ireland (angol nyelven) (html). Geni.com
25. ↑  Philip II d'Asburgo, king of Spain & Portugal (angol nyelven) (html). Geni.com
26. ↑  Princess Anne Of Denmark and Norway Of Oldenburg, Queen consort of Scotland, England and Ireland (angol nyelven) (html). Geni.com
27. ↑  Queen Henriette Marie Stuart (de Bourbon) (angol nyelven) (html). Geni.com
28. ↑  Catherine Henrietta de Braganza, Queen consort of England, Scotland and Ireland (angol nyelven) (html). Geni.com
29. ↑  Anne Hyde, Duchess of York (angol nyelven) (html). Geni.com
30. ↑  Mary Beatrice Anna Margherita Isabella Stewart/Stuart (d'Este), Queen-Consort of Scots & England & Ireland (angol nyelven) (html). Geni.com
31. ↑  George of Oldenburg, Prince Consort of England (angol nyelven) (html). Geni.com